# Робъртсън (окръг, Кентъки)
Окръг Робъртсън (на английски: Robertson County) е окръг в щата Кентъки, Съединени американски щати. Площта му е 259 km², а населението - 2266 души (2000). Административен център е град Маунт Оливет.